# Пјер де Монтеги
Пјер (Педро) де Монтеги (фр. Pierre de Montaigu) је био петнаести велики мајстор витезова Темплара, на челу реда био је од 1218. до 1232.

## Избор за великог мајстора
Учествовао је у Петом крсташком рату и био је добар пријатељ преходном великом мајстору Гију де Шартреу што је и био разлог његовог тако брзог именовања за наследника. Истовремено, вођа Хоспиталаца био је Герин де Монтеги и највероватније брат Педра де Монтегиа што је довело до тесне сарадње ова два реда у том периоду.

## Војничка каријера
Његове акције против муслиманских снага током Петог крсташког рата које су радиле на ослобађању Јерусалима биле су толико ефикасне да су они били присиљени да предложе предају. Муслиманске снаге су за примирје и прекид опсаде Дамијета нудиле ослобађење заробљених војника као и прекид напада на Јерусалим, војне победе, које су помагали Хоспиталци учиниле су га познатим ратником. Монтеги је 1221. потписао примирје са Муслиманима што му је омогућило да пошаље доста витезова у помоћ Реконкистима.

## Сукоб са Фридрихом II
1227. Пјер (Педро) де Монтеги и Герин де Монтеги оштро су критиковали Фридриха II јер му је било ″драже да седи у Риму него да посети Свету земљу″, поред тога он је по мишљењу Папе Гргура IX глумио да је оболео током поласка у Крсташки рат. Као последицу претварања и оптужби великих мајстора Фридрих II је изопштен из цркве. У знак одмазде он је нападао и пљачкао поседе Темплара и Хоспиталаца и при томе убио неколико витезова ова два реда. Међусобни затегнути односи трајали су до смрти великог мајстора Педра де Монтегина.

## Последњи сукоби и смрт
Велики мајстор је организовао неколико акција које су за циљ имале помоћ Латинском царству. Умро у јануару 1232. Наследио га је Арман де Перигор.